# Henrik I. Ortenburški
Henrik I. Ortenburški (* ~1120 † 1192) je bil grof, ki je izhajal iz družine  Ortenburških grofov, ki so bili koroška plemiška rodbina, ki si je kot matični grad postavila grad Ortenburg v bližini naselja Baldramsdorf pri Špitalu ob Dravi. Bil je najstarejši sin grofa Otona I..

## Življenje
Grof Henrik I. Ortenburški  je bil prvorojeni sin grofa Otona I. in Neže Turjaške. Mladi Henrik se kot priča prvič pojavi skupaj z očetom v listini iz leta 1145, ki jo je izdal krški škof Roman. Nato se kot priča v listinah navaja med leti 1149 in nazadnje 1192.  
V 60-tih letih 12. stoletja je Henrik I. Ortenburški na svoji alodialni posesti v gornji Savski dolini verjetno dal pozidati Lipniški grad (nemško Waldenberg) pri Radovljici in na njem namestil svoje ministeriale viteze Valdenberške. Njihovi vitezi so si s pohodi na besniško in stražiško območje v posesti brižinskih škofov in gospostva Škofja Loka prisvojili del ozemlja. Na skalnem previsu na jugozahodnem pobočju Šmarjetne Gore (izgovarjava [ʃmaɾˈjeːtna ˈɡɔːɾa]; ali tudi  Šent Marjetina Gora, nemško Sankt Margarethen) je Henrik postavil grad Wartenburg, zato se v listinah dvakrat pojavi kot comitis Heinrici de Wartenberch. Natančnejši čas nastanka gradu ni znan. Že po imenu sodeč je šlo za manjši grad, morda v obliki stražnega stolpa ali pa na mesto predhodnega starejšega stražnega stolpa, saj je naselje nedaleč južneje po njem tudi dobilo ime Stražišče. Grad "Stražišče" je služil tudi kot utrjeno upravno središče. Z darilnim pismom nemškega kralja Henrika II. je bil leta 1002 stolnemu kapitlju freisinške škofije podarjen še t.i. »predium Strasista«, to je območje kasnejšega Srednjega in Zgornjega Bitnja s Stražiščem. Lipniški ali Valdenberški vitezi so iz te postojanke vršili roparske pohode na sosednjo škofjeloško posest Brižinskih škofov, verjetno s podporo svojega fevdnega gospoda Henrika Ortenburškega. Zato so Ortenburški prišli v spor z Brižinskimi škofi, ki so hoteli spor in nevarnost rešiti z nakupom gradu Wartenburg (Stražišče). Freisinški škof Oton naj bi v devetdesetih letih 12. stoletja grad odkupil in ga zaradi varnosti dal podreti.
Ker je bil Henrik leta 1192 še živ, brat Oton pa se je leta 1197 podal na križarski pohod v Palestino od koder se po vsej verjetnosti ni nikoli več vrnil, sta se Henrikova smrt in kasnejša prodaja Wartenberga zagotovo zgodili v enem od teh let.

## Družina in potomci
Henrik je imel dva mlajša brata: Otona (Oton II. Ortenburški), ki se je usidral na ozemlju Kranjske in v visoki takratni starosti podal na križarski pohod v Palestino, in Hermana ( podal v duhovniški poklic in bil protiškof Krške škofije, Koroški naddiakon. Njihova mati je bila grofica Neža Turjaška, ki je v družino kot doto prinesla alodialno posest pri Ribnici, na kateri si je Oton II. Zgradil majhen grad Ottenstein.  Henrikova žena je bila Rihca grofica Hohenburška, iz Gornje Davske doline. Iz listin iz tistega časa ni zaslediti, da bi imela otroke oziroma potomce.
| Henrik I. Ortenburški Ortenburški grofjeRojen: ok. 1120 Umrl: 1192 |                              |                     |
| Predhodnik: Oton I. Ortenburški                                    | Ortenburški grof 1145 – 1192 | Naslednik: Oton II. |